# Roe Valley Country Park
Roe Valley Country Park är en park i Storbritannien.   Den ligger i riksdelen Nordirland, i den västra delen av landet, 600 km nordväst om huvudstaden London. Roe Valley Country Park ligger 30 meter över havet.
Terrängen runt Roe Valley Country Park är kuperad åt nordost, men åt sydväst är den platt.Runt Roe Valley Country Park är det glesbefolkat, med 15 invånare per kvadratkilometer. Närmaste större samhälle är Limavady. Trakten runt Roe Valley Country Park består i huvudsak av gräsmarker.